# Ťi Ping-süan
Ťi Ping-süan (čínsky pchin-jinem Jí Bǐngxuān, znaky zjednodušené 吉炳轩; * 17. listopadu 1951) je bývalý čínský politik, tajemník chejlungťiangského provinčního výboru KS Číny (2008–2013), pak místopředseda stálého výboru Všečínského shromáždění lidových zástupců (parlamentu, 2013–2023). Od začátku 80. let působil jako funkcionář Komunistické strany Číny a Komunistického svazu mládeže Číny na místní, okresní a prefekturní úrovni v rodné provincii Che-nan, v letech 1993–2008 pracoval v různých funkcích v centrálních úřadech v Pekingu, provincii Ťi-lin a zase v Pekingu, naposled jako zástupce vedoucího oddělení propagandy ústředního výboru KS Číny. Od roku 2002 byl členem širšího vedení KS Číny jako kandidát (2002–2007) a člen (2007–2022) jejího ústředního výboru.

## Život
Ťi Ping-süan se narodil 17. listopadu 1951 v okrese Meng-ťin na východě provincie Che-nan. V letech 1975–1978 studoval čínský jazyk a kulturu na univerzitě v Čeng-čou. Od roku 1978 vyučoval na střední škole v okrese Meng-ťin, přitom roku 1980 vstoupil do Komunistické strany Číny. Od roku 1982 působil ve stranických funkcích na obecní a okresní úrovni, naposled jako tajemník okresního výboru KS Číny v Jen-š’, potom v letech 1987–1990 vykonával funkci tajemníka chenanského provinčního výboru Komunistického svazu mládeže Číny. Následně zastupoval generálního sekretáře chenanského provinčního výboru KS Číny a vedl politický výzkumný úřad při chenanském provinčním výboru KS Číny. V letech 1991–1993 jako tajemník prefekturního výboru vedl komunisty v prefektuře Sin-siang.
Roku 1993 byl přeložen z Che-nanu do Pekingu, na místo jednoho z tajemníků ústředního výboru Komunistického svazu mládeže Číny. Roku 1995 byl opět přeložen, tentokrát do provincie Ťi-lin, kde zastával úřad vedoucího oddělení propagandy a člena stálého výboru ťilinského provinčního výboru KS Číny. Roku 1998 se vrátil do Pekingu, jako zástupce generálního ředitele  Státní správy rozhlasu, filmu a televize. Roku 2001 přešel do centrálního stranického aparátu do funkce zástupce vedoucího oddělení propagandy ústředního výboru KS Číny, od roku 2005 současně vedl kancelář ústřední komise pro řízení výstavby duchovní civilizace. Na XVI. sjezdu KS Číny v listopadu 2002 byl zvolen kandidátem ústředního výboru, na následujícím sjezdu v říjnu 2007 povýšil na člena ústředního výboru (znovuzvolen na sjezdech roku 2012 a 2017).
Roku 2008 byl přeložen do provincie Chej-lung-ťiang, na místo tajemníka tamního provinčního výboru KS Číny; současně byl zvolen předsedou stálého výboru provinčního shromáždění lidových zástupců. Roku 2013 se vzdal funkcí v Chej-lung-ťiangu a místo toho byl zvolen místopředsedou stálého výboru Všečínského shromáždění lidových zástupců (parlamentu). Roku 2018 byl potvrzen ve funkci místopředsedy shromáždění na další funkční období. Roku 2023 z Všečínského shromáždění lidových zástupců odešel do penze.